# George Hamilton Gordon, V conte di Aberdeen
George Hamilton Gordon, V conte di Aberdeen, (nome completo: George John James Hamilton-Gordon) (Hertfordshire, 28 settembre 1816 – Aberdeen, 22 marzo 1864), è stato un nobile e politico scozzese.

## Biografia
Era il figlio primogenito di George Hamilton Gordon, IV conte di Aberdeen, e della sua seconda moglie, Lady Harriet Douglas. Studiò a Harrow School e al Trinity College di Cambridge.

## Carriera politica
Ha ricoperto la carica di deputato per Aberdeenshire tra il 1854 e il 1860, dopo aver soggiornato per un anno in Egitto a causa della tubercolosi. Lasciò la camera dei comuni dopo aver ereditato il titolo del padre nel 1860 e compì un secondo viaggio in Egitto.

## Matrimonio
Sposò, il 5 novembre 1840, Lady Mary Baillie, figlia di George Baillie di Jerviswoode e Mellerstain, e di Mary Pringle. Ebbero sei figli:
- George Hamilton-Gordon, VI conte di Aberdeen (10 dicembre 1841-27 gennaio 1870);
- Lady Mary Gordon (28 aprile 1844-13 febbraio 1914), sposò Walter Hepburne-Scott, VIII Lord Polwarth, ebbero dieci figli;
- Lord Henry James Hamilton-Gordon (11 ottobre 1845-12 febbraio 1868);
- John Hamilton-Gordon, I marchese di Aberdeen e Temair (3 agosto 1847-7 marzo 1934);
- Lady Harriet Gordon (17 dicembre 1849-15 febbraio 1942), sposò William Lindsay, ebbero sette figli;
- Lady Katherine Eliza Gordon (16 ottobre 1852-28 febbraio 1931), sposò Alexander Bruce, VI Lord Balfour di Burleigh, ebbero cinque figli.

## Morte
Morì il 22 marzo 1864, a 47 anni, a Haddo House, Aberdeen, e fu sepolto a Methlick, Aberdeenshire.

## Ascendenza
|                                                 |                                        |                                           | Genitori                         |  |  | Nonni |  |  | Bisnonni                                |  |  | Trisnonni                                |  |
|                                                 |                                        |                                           |                                  |  |  |       |  |  | 8. George Gordon, III conte di Aberdeen |  |  | 16. William Gordon, II conte di Aberdeen |  |
|                                                 |                                        |                                           |                                  |  |  |       |  |  | 8. George Gordon, III conte di Aberdeen |  |  | 16. William Gordon, II conte di Aberdeen |  |
|                                                 |                                        | 17. Susan Murray                          |                                  |  |  |       |  |  | 8. George Gordon, III conte di Aberdeen |  |  |                                          |  |
| 4. George Gordon                                |                                        |                                           |                                  |  |  |       |  |  | 8. George Gordon, III conte di Aberdeen |  |  |                                          |  |
|                                                 |                                        | 9. Catherine Elizabeth Hanson             | 18. Oswald Hanson                |  |  |       |  |  |                                         |  |  |                                          |  |
|                                                 |                                        | 9. Catherine Elizabeth Hanson             | 18. Oswald Hanson                |  |  |       |  |  |                                         |  |  |                                          |  |
|                                                 |                                        | 9. Catherine Elizabeth Hanson             | 19. Mary Collet                  |  |  |       |  |  |                                         |  |  |                                          |  |
| 2. George Hamilton Gordon, IV conte di Aberdeen |                                        | 9. Catherine Elizabeth Hanson             |                                  |  |  |       |  |  |                                         |  |  |                                          |  |
|                                                 |                                        | 10. William Baird, V di Newbyth           | 20. William Baird                |  |  |       |  |  |                                         |  |  |                                          |  |
|                                                 |                                        | 10. William Baird, V di Newbyth           | 20. William Baird                |  |  |       |  |  |                                         |  |  |                                          |  |
|                                                 |                                        | 10. William Baird, V di Newbyth           | 21. Catherine Binning            |  |  |       |  |  |                                         |  |  |                                          |  |
| 5. Charlotte Baird                              |                                        | 10. William Baird, V di Newbyth           |                                  |  |  |       |  |  |                                         |  |  |                                          |  |
|                                                 |                                        | 11. Alicia Johnston                       | 22. Robert Johnston              |  |  |       |  |  |                                         |  |  |                                          |  |
|                                                 |                                        | 11. Alicia Johnston                       | 22. Robert Johnston              |  |  |       |  |  |                                         |  |  |                                          |  |
|                                                 |                                        | 11. Alicia Johnston                       | 23. Mary Fulton Home             |  |  |       |  |  |                                         |  |  |                                          |  |
| 1. George Hamilton Gordon, V conte di Aberdeen  |                                        | 11. Alicia Johnston                       |                                  |  |  |       |  |  |                                         |  |  |                                          |  |
|                                                 | 12. James Douglas, XIV conte di Morton | 24. George Douglas, XIII conte di Morton  |                                  |  |  |       |  |  |                                         |  |  |                                          |  |
|                                                 | 12. James Douglas, XIV conte di Morton | 24. George Douglas, XIII conte di Morton  |                                  |  |  |       |  |  |                                         |  |  |                                          |  |
|                                                 | 12. James Douglas, XIV conte di Morton | 25. Frances Adderly                       |                                  |  |  |       |  |  |                                         |  |  |                                          |  |
| 6. John Douglas                                 | 12. James Douglas, XIV conte di Morton |                                           |                                  |  |  |       |  |  |                                         |  |  |                                          |  |
|                                                 |                                        | 13. Bridget Heathcote                     | 26. John Heathcote, II baronetto |  |  |       |  |  |                                         |  |  |                                          |  |
|                                                 |                                        | 13. Bridget Heathcote                     | 26. John Heathcote, II baronetto |  |  |       |  |  |                                         |  |  |                                          |  |
|                                                 |                                        | 13. Bridget Heathcote                     | 27. Bridget White                |  |  |       |  |  |                                         |  |  |                                          |  |
| 3. Harriet Douglas                              |                                        | 13. Bridget Heathcote                     |                                  |  |  |       |  |  |                                         |  |  |                                          |  |
|                                                 |                                        | 14. Edward Lascelles, I conte di Harewood | 28. Edward Lascelles             |  |  |       |  |  |                                         |  |  |                                          |  |
|                                                 |                                        | 14. Edward Lascelles, I conte di Harewood | 28. Edward Lascelles             |  |  |       |  |  |                                         |  |  |                                          |  |
|                                                 |                                        | 14. Edward Lascelles, I conte di Harewood | 29. Frances Ball                 |  |  |       |  |  |                                         |  |  |                                          |  |
| 7. Frances Lascelles                            |                                        | 14. Edward Lascelles, I conte di Harewood |                                  |  |  |       |  |  |                                         |  |  |                                          |  |
|                                                 |                                        | 15. Anne Chaloner                         | 30. William Chaloner             |  |  |       |  |  |                                         |  |  |                                          |  |
|                                                 |                                        | 15. Anne Chaloner                         | 30. William Chaloner             |  |  |       |  |  |                                         |  |  |                                          |  |
|                                                 |                                        | 15. Anne Chaloner                         | 31. Mary Finny                   |  |  |       |  |  |                                         |  |  |                                          |  |
|                                                 |                                        | 15. Anne Chaloner                         |                                  |  |  |       |  |  |                                         |  |  |                                          |  |